# Phare de la Pointe Duthie
Le phare de la Pointe Duthie est une ancienne station d'aide à la navigation de la Baie des Chaleurs située à New Richmond en Gaspésie–Îles-de-la-Madeleine au Québec (Canada).
Le phare actuel est une réplique, construite en 1989, installée sur le site du phare d'origine allumé en 1903.

## Histoire
Le phare est allumé en 1903, il dispose d'une tour en bois haute de 10 mètres. Il est éteint en 1914, lorsque le secteur est devenu impraticable par les bateaux de pêche du fait de l'ensablement de la baie.

## Patrimoine
En 1989, une réplique de la tour de 1903 est construite et installée sur le site de l'ancien phare. Lors de sa construction des éléments de la tour d'origine y ont été intégrés.
Le phare est intégré au village gaspésien de l'Héritage britannique, un musée en plein air.
En 2015, le « Village gaspésien de l'héritage britannique de New Richmond » est renommée avec son nom d'origine : Pointe Duthie. Cette même année il est prévu de déplacer le phare car son emplacement est menacé par l'érosion de la pointe.